# Callionymus colini
Callionymus colini là một loài cá biển thuộc chi Callionymus trong họ Cá đàn lia. Loài này được mô tả lần đầu tiên vào năm 1993.

## Danh pháp khoa học
C. colini được đặt theo tên của Tiến sĩ Patrick L. Colin, đến từ Trạm nghiên cứu đảo Motupore thuộc trường Đại học Papua New Guinea ở Port Moresby, là người đã thu thập mẫu vật của loài cá này.

## Phân bố và môi trường sống
C. colini có phạm vi phân bố ở Tây Thái Bình Dương. Loài này chỉ được biết đến duy nhất tại Port Moresby, Papua New Guinea. C. colini sống trên đáy cát, được tìm thấy ở độ sâu khoảng 26 m.

## Mô tả
Chiều dài tối đa được ghi nhận ở C. colini là khoảng 2,5 cm. C. colini là loài dị hình giới tính: vây lưng thứ nhất có màu sắc khác nhau giữa hai giới, và vây đuôi của cá đực cũng dài hơn của cá mái. Màu sắc của các mẫu tiêu bản (cá đực và cá mái) được bảo quản trong rượu: Đầu và thân có màu vàng của cát; bụng trắng. Mắt có màu xám sẫm. Ngực có một đốm nâu nhỏ hình trái tim ở cá đực; cá mái không có đốm này. Hai bên thân (ở phía dưới đường bên) có một hàng đốm màu nâu sẫm. Lưng có một đốm màu nâu sẫm bên dưới vây lưng thứ nhất. Vây lưng thứ nhất màu xám đen ở cá đực với các đường sọc trắng, có đốm đen; ở cá mái có thêm nhiều chấm nâu, và màng vây thứ nhất và hai trong suốt. Vây lưng thứ hai có 4 đốm nâu trên mỗi tia vây; mỗi màng vây của cá đực có các vệt trắng. Vây hậu môn có dải viền đen. Vây đuôi có các hàng đốm màu nâu sẫm ở trung tâm. Vây ngực trong suốt. Vây bụng trắng nhạt.
Số gai ở vây lưng: 4; Số tia vây mềm ở vây lưng: 9; Số gai ở vây hậu môn: 0; Số tia vây mềm ở vây hậu môn: 8; Số tia vây mềm ở vây ngực: 21; Số gai ở vây bụng: 1; Số tia vây mềm ở vây bụng: 5.